# Фиванский некрополь
Фиванский некрополь (араб. مدينة طيبة الجنائزية‎) — место на западном берегу Нила, напротив древнеегипетского города Фивы. Некрополь использовался для ритуальных захоронений большую часть эпохи фараонов, начиная с 1-го переходного периода, особенно во времена Нового царства.

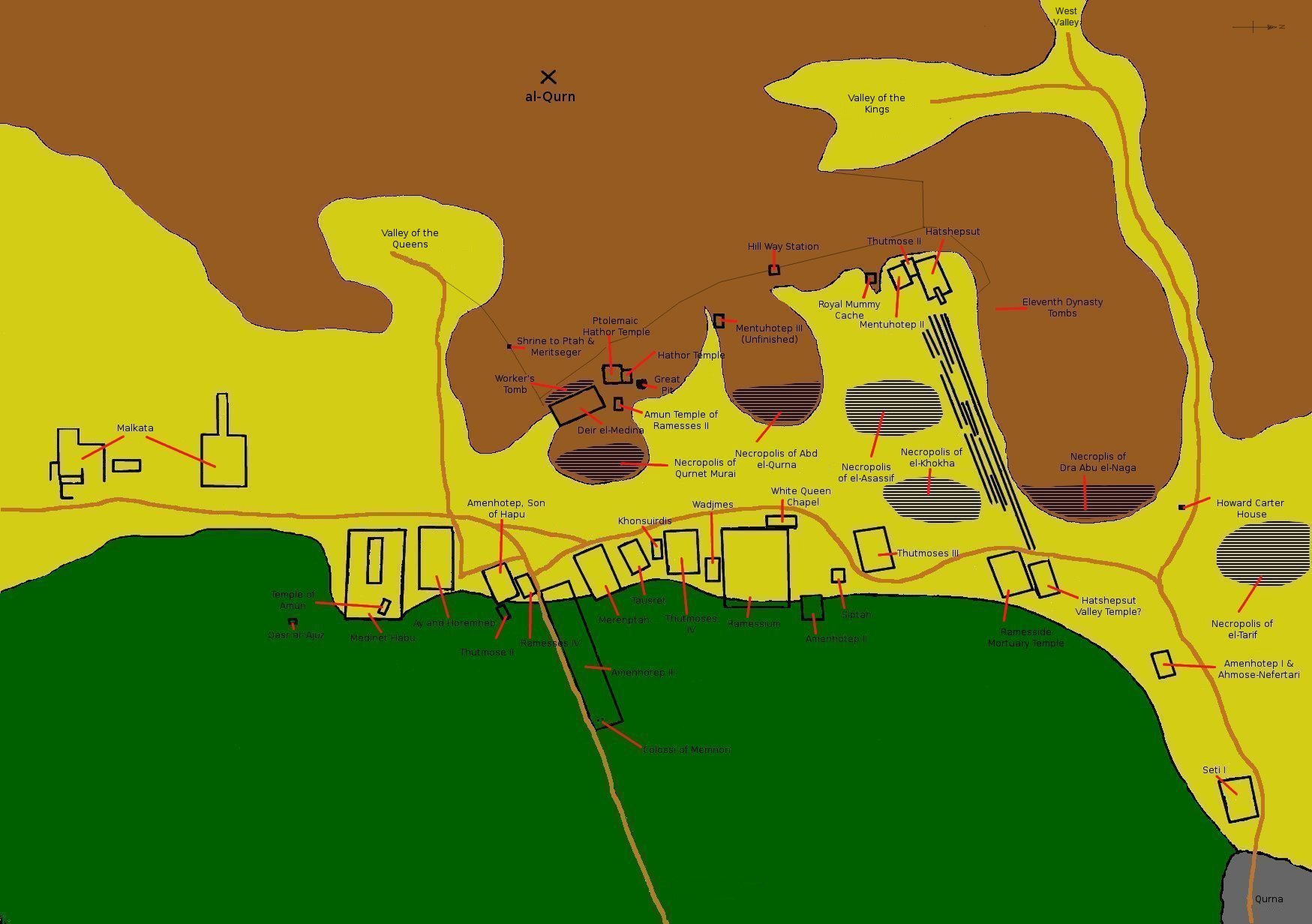
Карта Фиванского некрополя

## Поминальные храмы
- Дейр-эль-Бахри
  - Заупокойный храм Хатшупсут
  - Поминальный храм Ментухотепа II
  - Поминальный храм Тутмоса III
- Мединет-Абу
  - Поминальный храм Рамзеса III
  - Поминальный храм Эйе и Хоремхеба
- Поминальный храм Аменхотепа III
  - Колоссы Мемнона
- Поминальный храм Мернептаха
- Поминальный храм Рамзеса IV
- Поминальный храм Тутмоса IV
- Поминальный храм Таусерта
- Поминальный храм Сети I
- Храм Небунефа
- Рамессеум

## Царские гробницы
- Долина Царей
- Долина Цариц
- Гробница DB-320
- ТТ33

## Долина знати
- эль-Ассасиф
- эль-Хоха
- эт-Тариф
- Дра-Абу-эль-Нага
- Шейх-Абд-эль-Курна
- Курнет-Мурай

## Прочее

### Дейр-эль-Медина
- Кладбища ремесленников
- Часовня Меритсегер и Птаха

### Вади-Габбанат
Гробница трех иноземных жен Тутмоса III (Менхет, Менуи и Мерти), открытая в 1916 году. При раскопках здесь найдена золотая диадема, украшенная головами газелей, ныне хранящаяся в Нью-Йорке.

### Ком Эс-Самак
Небольшой храм-киоск в 2,5 км к югу от Малькаты, обнаруженный экспедицией Токийского университета Васеда в 1974 году, возведён из кирпича-сырца и имел высокий постамент с пандусом и лестницей. При раскопках найдены фрагменты росписи. Этот храм предназначался для празднования 30-летнего юбилея (хеб-сед) правления Аменхотепа III.

### Каср Эль-Агуз
Небольшой, хорошо сохранившийся храм, посвященный культу Тота, построен во времена правления Птолемея VIII Эвергета.